# Piotr Cugowski
Piotr Cugowski (ur. 5 października 1979 w Lublinie) – polski muzyk, wokalista i współzałożyciel zespołu Bracia. Członek Akademii Fonograficznej ZPAV.
Od 1997 wokalista zespołu Bracia, z którym wydał sześć albumów studyjnych: Dzieci Wszystkich Gwiazd (2003), Fobrock (2005), A Tribute to Queen (2008), Kolędy (2009), Zapamiętaj (2009) i Zmienić zdarzeń bieg (2013). Występuje także solowo, uczestniczył m.in. w nagraniach płyt licznych polskich artystów, takich jak Marek Raduli, Ewa Małas-Godlewska, Martyna Jakubowicz, Bogusław Mec, Jan Borysewicz, Seweryn Krajewski, Harlem, Wanda i Banda, Leash Eye (2011) czy Endefis. Współpracował także z Adamem Sztabą.

## Życiorys
Jest synem Krzysztofa Cugowskiego. W czasach szkoły średniej współpracował z zespołami In Tenebris oraz Tipsy Train. Profesjonalną karierę muzyczną rozpoczął w 1997, kiedy to wraz z bratem Wojciechem założył własny zespół muzyczny, ostatecznie funkcjonujący jako Bracia.
W 2002 zdobył główną nagrodę za wykonanie utworu Czesława Niemena „Jednego serca” w konkursie Festiwalu Zjednoczonej Europy w Zielonej Górze. W 2005 premierę miał film Disneya Kurczak Mały, na którego potrzeby nagrał polskie wersje kilku piosenek – „Ten mały błąd” (oryg. „One Little Slip”) i „Tylko tyle wiem” (oryg. „All I Know”). W 2007 nagrał z orkiestrą Adama Sztaby utwór „Dwoje” na potrzeby akcji społecznej Partnerska rodzina i był jurorem w programie MTV Rockuje!.

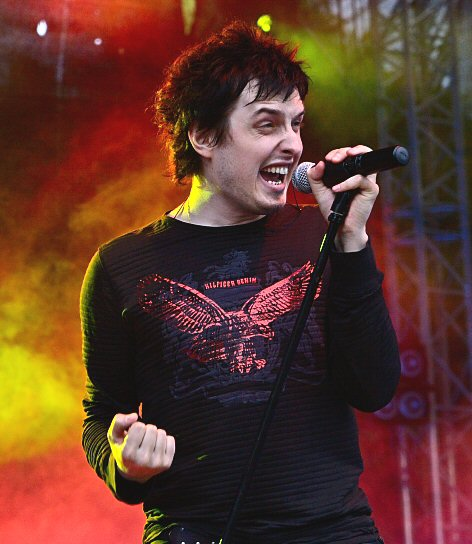
Cugowski w Częstochowie (2008)

W 2009 nagrał swoją interpretację piosenki Michaela Jacksona „Dirty Diana” na potrzeby ścieżki dźwiękowej do filmu Kochaj i tańcz. W 2010 podczas Smooth Festival Złote Przeboje Bydgoszcz 2010 wykonał utwór zespołu Red Hot Chili Peppers „Under the Bridge”. W 2011 wraz z Jonem Lordem wykonał „Pieśni Ocalenia” autorstwa Czesława Niemena podczas koncertu poświęconego ofiarom katastrofy smoleńskiej. W 2013 nagrał z Anią Wyszkoni piosenkę „Syberiada” do filmu Janusza Zaorskiego Syberiada Polska. W 2014 był współproducentem oraz współautorem kompozycji albumu pt. Kill the King, międzynarodowego projektu WAMI.
W 2019 był jednym z trenerów w dziewiątej edycji programu TVP2 The Voice of Poland. W 2021 wystąpił w widowisku telewizyjnym pt. Zakochany Mickiewicz oraz został trenerem w trzeciej i czwartej edycji programu TVP2 The Voice Senior.

### Działalność charytatywna
Brał udział w wielu akcjach charytatywnych. Zaśpiewał piosenkę „Moja planeta” na płycie Czarodzieje uśmiechu (2010), która była elementem akcji Fundacji Ronalda McDonalda „NIE nowotworom u dzieci”. W styczniu 2014 wraz z bratem wziął udział w spotkaniu w Zatoce Sztuki w Sopocie, na rzecz bliźniaków z porażeniem mózgowym. (inicjatywa Przemysława Szalińskiego). Wielokrotnie uczestniczył w koncertach Wielkiej Orkiestry Świątecznej Pomocy.

## Życie prywatne
W latach 2008–2021 był żonaty z dziennikarką Elizą Tokarczyk, z którą ma syna, Piotra (ur. 2011).

## Dyskografia
Albumy studyjne
| Rok  | Album                                                                                                 | Pozycja na liście | Certyfikat          | Sprzedaż       |
| Rok  | Album                                                                                                 | POL               | Certyfikat          | Sprzedaż       |
| ---- | --- | ----------------- | ------------------- | -------------- |
| 2019 | 40 - Wydany: 4 października 2019 - Wytwórnia: Sony Music Entertainment - Format: CD, digital download | 11                | - ZPAV: złota płyta | - POL: 15 000+ |

Single
| Rok  | Tytuł                          | Pozycja na liście | Pozycja na liście     | Certyfikat              | Album |
| Rok  | Tytuł                          | POL (airplay)     | POL (airplay nowości) | Certyfikat              | Album |
| ---- | ------------------------------ | ----------------- | --------------------- | ----------------------- | ----- |
| 2018 | „Kto nie kochał”               | 4                 | 1                     | - ZPAV: platynowa płyta | 40    |
| 2019 | „Zostań ze mną”                | 9                 | 2                     | - ZPAV: złota płyta     | 40    |
| 2019 | „Daj mi żyć”                   | 13                | 1                     |                         | 40    |
| 2020 | „Takich jak my nie znał świat” | 7                 | 1                     |                         | 40    |

Z gościnnym udziałem
| Rok  | Tytuł                                                                                           | Pozycja na liście | Album        |
| Rok  | Tytuł                                                                                           | SLiP              | Album        |
| ---- | ----------------------------------------------------------------------------------------------- | ----------------- | ------------ |
| 2008 | „Futbol, futbol” (Kayah; gośc. Piotr Cugowski, Sebastian Karpiel-Bułecka i Katarzyna Kurzawska) | 20                |              |
| 2011 | „Dym” (Seweryn Krajewski; gośc. Andrzej Piaseczny i Piotr Cugowski)                             | 25                | Jak tam jest |

Inne
| Rok  | Album                                                      | Uwagi                                                          | Źródło |
| ---- | ---------------------------------------------------------- | -------------------------------------------------------------- | ------ |
| 2002 | Marek Raduli – Meksykański symbol szczęścia                | gościnnie śpiew                                                | [ 27 ] |
| 2007 | Harlem – Niebo nade mną                                    | gościnnie śpiew                                                | [ 28 ] |
| 2007 | Psalmy. Artyści polscy Janowi Pawłowi II w hołdzie         | śpiew w utworze „Psalm 62”                                     | [ 29 ] |
| 2008 | Martyna Jakubowicz – Te 30. urodziny                       | gościnnie śpiew w utworze „Jeśli chcesz z kogoś kpić”          | [ 30 ] |
| 2008 | Banda i Wanda – Z miłości do strun                         | gościnnie śpiew                                                | [ 31 ] |
| 2010 | Jan Bo – Miya                                              | gościnnie śpiew w utworze w utworze „Masz się bać”             | [ 32 ] |
| 2010 | Golgota Polska. Artyści polscy Janowi Pawłowi II w hołdzie | śpiew w utworach „Grób” i „Zmartwychwstanie, wniebowstąpienie” | [ 33 ] |
| 2011 | Leash Eye – V.I.D.I                                        | gościnnie śpiew                                                | [ 34 ] |
| 2011 | Seweryn Krajewski – Jak tam jest                           | gościnnie śpiew w utworze „Dym”                                | [ 35 ] |
| 2012 | Endefis – Taki będę                                        | gościnnie śpiew w utworze „Taki będę”                          | [ 36 ] |
| 2013 | Marek Jackowski – Marek Jackowski                          | gościnnie śpiew w utworze „Przychodzisz odchodzisz”            | [ 37 ] |
| 2014 | Woobie Doobie – Dawne tańce i melodie                      | gościnnie w utworze „Szklanka szaleństwa”                      | [ 38 ] |
| 2016 | Jan Bo – Kawa i dym                                        | gościnnie śpiew w utworze „Zawsze można dalej”                 | [ 39 ] |

## Musicale
| Rok  | Tytuł    | Rola                         | Uwagi                                                     | Źródło |
| ---- | -------- | ---------------------------- | --------------------------------------------------------- | ------ |
| 2010 | Krzyżacy | jako król Władysław Jagiełło | reżyseria: Marcin Kołaczkowski, Sala Kongresowa, Warszawa | [ 40 ] |

## Filmografia
| Rok  | Tytuł                   | Rola       | Uwagi                                   | Źródło |
| ---- | ----------------------- | ---------- | --------------------------------------- | ------ |
| 2004 | Atrakcyjny pozna panią… | jako Mokry | film fabularny, reżyseria: Marek Rębacz | [ 1 ]  |

## Nagrody i wyróżnienia
| Rok  | Kategoria      | Tytułem        | Nagroda        | Nota      | Źródło |
| ---- | -------------- | -------------- | -------------- | --------- | ------ |
| 2009 | Wokalista roku | Piotr Cugowski | Fryderyki 2009 | Nominacja | [ 41 ] |